# Trattegio
Tratteggio je postupak reintegracije nedostajućih dijelova slike osmišljen 1945. – 50. na Istituto Centrale del Restauro u Rimu.Postupak zovu i rigatino. Ključan je utjecaj na ovaj postupak imala teorija konzerviranja restauriranja Cesarea Brandija. Tratteggio, jednako kao i njegovi kasniji derivati, koristi sustav vertikalnih linija koje, gledane iz daljine, tvore boju ili uzorak koji nedostajući dio slike reintegrira s originalom.
"Tratteggio ili rigatino prezentiran je u obliku vertikalnih linija načinjenih od kombinacije nijansi koje integriraju oštećenje s originalom. Intervencija obnavlja sliku čineći je čitljivom, a u isto vrijeme je jasno omeđena i prepoznatljiva oku promatrača. Ta je metoda reintegracije slika bila inspirirana modernom teorijom konzervacije restauracije temeljenoj na fenomenologiji i Gestalt psihologiji."

### Kromatska selekcija
Firentinska varijanta tratteggia,osmislili Ornella Casazza i Umberto Baldini."Kromatska selekcija podrazumijeva pronalazak karakterističnih obilježja (elementarnih boja) željene nijanse, te njezinu gradaciju, pri čemu se stvara impresija boje koja reintegrira sliku. Boje su postavljene jedna pokraj druge u slojevima, formirajući sustav filtra koji pri promatranju djeluje kao transparentni zaslon,dajući efekt ujedinjene boje."

### Kromatsko apstrahiranje
Druga firentinska varijanta,također osmislili Ornella Casazza i Umberto Baldini. Postupak se "primjenjivao kada nije bilo moguće rekonstruirati originalnu boju, a ideja je temeljena na tezi da postoji opći neutralni ton prilagodljiv svim
ostalim tonovima na slici koji će omogućiti reintegraciju i čitljivost kompozicije.

## Vanjske poveznice
- Video posvećen trattteggiu
- Šustić,S. Umijeće retuširanja u teoriji i praksi  Arhivirana inačica izvorne stranice od 25. siječnja 2016. (Wayback Machine)
- Tratteggio retouch and its derivatives as an image reintegration solution in the process of restoration